# Inside Out
Inside Out — американская хардкор-панк-группа из Калифорнии, основанная в 1988 году Заком де ла Роча (позднее ставшим одним из участников группы Rage Against the Machine).
Inside Out просуществовали в период с августа 1988 года до конца 1991 года. В 1990 году группа выпустила на лейбле Revelation Records один мини-альбом, No Spiritual Surrender. Inside Out несколько раз выступали с гастролями на западном побережье США, а в 1991 году провели концертный тур также и на восточном побережье. В том же году группа записала материал для своего второго альбома под названием Rage Against the Machine. Альбом, однако, так и не вышел в свет: группа прекратила своё существование с уходом гитариста Вика Дикары, который присоединился к Международному обществу сознания Кришны и стал монахом. Вокалист Зак де ла Роча перешёл в группу Rage Against the Machine, названную по имени второго альбома Inside Out.

## Список участников
- Зак де ла Роча — вокал (Rage Against the Machine, Hardstance, One Day as a Lion)
- Вик Дикара — гитара (Shelter, Beyond, Burn, 108)
- Марк Хэйворт — бас-гитара (Hardstance, Gorilla Biscuits)
- Крис Брэттон — ударные (Justice League, No for an Answer, Chain of Strength, Statue, Drive Like Jehu, Wool)

### Бывшие участники
- Алекс Баррето — ударные (Against the Wall, Chain of Strength, Hardstance, Statue, World’s Fastest Car, Ignite, Alien Ant Farm)
- Стерлинг Уилсон — бас-гитара (Reason to Believe, No for an Answer)
- Майк Даун — гитара (Amenity, Forced Down)
- Джойи Пиро — ударные (Pitchfork, Forced Down)

## Дискография
- No Spiritual Surrender — EP, (1990)
- Benefit 7" (1991 — бутлеговая запись концерта с Youth of Today)